# Tres Ligas

Los emblemas de las Tres Ligas se combinan en el escudo de armas del cantón de los Grisones.

Las Tres Ligas fue una alianza acordada en 1471 entre la Liga de la Casa de Dios, la Liga de las Diez Jurisdicciones y la Liga Gris, que acabarían formando el cantón suizo de los Grisones. Las tres ligas se aliaron con la Antigua Confederación Suiza en 1496, participando en la Guerra de Suabia de 1499. El conjunto del territorio, así como sus habitantes, eran conocidos como grisones. También se dio al conjunto el nombre de Ligas Grises, en plural. En su territorio se encontraba el enclave Habsburgo de Tarasp.

## Situación

Las Tres Ligas en 1512

La Liga Gris era la más occidental de las tres, dominaba las cabeceras del Rin y tenía por capital la localidad de Ilanz. La de las Diez Jurisdicciones se situaba al este, controlaba los puertos de la Engadina y su capital era Davos. La tercera, la Liga de la Casa de Dios, era la central y tenía la capital en la ciudad episcopal de Coira. Hostiles en ocasiones al paso de las tropas de los Habsburgo por su territorio, que comunicaba el Milanesado con Austria, dependían notablemente de los productos de Milán, dada la pobreza natural del país.
El gobernador español del Milanesado obtuvo derecho de paso por los territorios de las ligas en 1622, si bien Francia trató de estorbarlo con diversas expediciones militares. La disputa concluyó con la firma de una alianza «perpetua» entre el Milanesado y las ligas en 1639.

## Expansión de los Grisones
En 1512, los tres territorios bajo jurisdicción del Ducado de Milán de la Valtelina, condado de Chiavenna o Cleven y Bormio fueron incorporados, si bien fueron cedidos en 1797 a la República Cisalpina y tras el Congreso de Viena pasó al Reino Lombardo-Véneto austríaco. Posteriormente pasarían en 1859 al Reino de Cerdeña y a la actual provincia de Sondrio italiana. 
En 1526, la jurisdicción del obispo de Coira fue suprimida.
Las Tres Ligas no se unieron a la Confederación suiza hasta la fundación de la República Helvética en 1803 como cantón de los Grisones.